# Rio Gete
O Rio Gete (em francês:  Gette) é um rio belga que corre na direção sul-norte. O Gete é afluente da margem esquerda do rio Demer.
O rio Gete é formado pela confluência dos rios Grote Gete ("Grande Gete") e Kleine Gete ("Pequeno Gete") próximo de Budingen, Zoutleeuw. A partir de Budingen o rio segue por 12 km até a cidade de Halen, onde desagua no rio Demer. Historicamente, o rio sempre foi fronteira entre o Principado-Bispado de Liège e o Ducado de Brabante.
A nascente do Grote Gete está situada na vila de Perwez, a partir daí até Budingen o rio percorre 51 km. O Grote Gete corta as cidades de Jodoigne, Hoegaarden e Tienen.
A nascente do Kleine Gete está situada na vila de Ramillies ele corta as cidades de Orp-Jauche, Hélécine e Zoutleeuw.